# Fawzi Salloukh
Fawzi Salloukh (ur. w 1931 w Qammatieh) – libański dyplomata i polityk, szyita. Ukończył nauki polityczne i administrację publiczną na Uniwersytecie Amerykańskim w Bejrucie w 1954 r. Był ambasadorem Libanu w Sierra Leone (1964-1971), Nigerii (1978-1985), Algierii (1985-1987), Austrii (1990-1994) oraz Belgii (1994-1995). W 2005 r. opozycyjne partie Hezbollah i Ruch Amal zgłosiły Fawziego Salloukha jako ministra spraw zagranicznych. 11 listopada 2006 r. wraz z pozostałymi szyitami opuścił rząd, kierowany przez Fouada Siniorę. W lipcu 2008 r. ponownie objął tekę ministra spraw zagranicznych, którym pozostał do 2009 r.